# 屈雅君
屈雅君（1954年—），山西临汾人，汉族，中华人民共和国政治人物、第十一届全国人民代表大会陕西地区代表。
毕业于陕西师范大学汉语言文学专业。加入民革。担任民革陕西省委副主委、陕西师范大学教授。2008年起担任全国人大代表。